# إدوارد إتش. كريبز
إدوارد إتش. كريبز هو سياسي أمريكي، ولد في 13 يناير 1944 في لبنان في الولايات المتحدة. نشط حزبياً في الحزب الديمقراطي والحزب الجمهوري. وقد انتخب عضو مجلس نواب بنسيلفانيا ‏.